# Carl Hans Johanson
Carl Hans Johanson, född 20 juni 1828 i Stockholm, död 30 augusti 1908 i cancer, troligen i Västerås där han var bosatt och arbetade hela sitt liv. C. H. Johanson var en svensk naturalist med särskilt intresse för entomologi, lärare i naturalhistoria vid Västerås högre elementarläroverk (numera Rudbeckianska gymnasiet). 
Han blev student 1845, fil. mag. 1854 och gymnasieadjunkt i Västerås samma år. 1860 blev han lektor där och avgick med pension 1894. Tio år senare blev han utnämnd till jubeldoktor. Han var en bildad person med intresse för många ämnen, men botanik och vissa delar av zoologin, särskilt entomologin, var hans favoriter under hela hans långa liv. Vid flera tillfällen anordnade han svamputställningar där även mindre bemedlade kunde komma och lära sig om ätliga svampar.
Johanson beskrivs som en finkänslig natur, vänsäll och mycket hjälpsam samt förekommande mot alla. Detta fick var och en erfara, som kom i kontakt med honom, speciellt den, som bad om hans hjälp och råd rörande insekters insamlande och bestämning. Han älskade musik och var själv en ganska god pianist, samt besökte ofta Stockholm för Operans skull. Johansons förebilder fanns till stor del bland stora Svenska naturforskare som Linné. Sven Lampa (redaktör för Entomologisk tidskrift 1891-1901 ) skriver i hans nekrolog "Vid mina besök i hans gästfria hem tog han någon gång fram något af Linnes arbeten och uppläste stycken därur; då kommo ofta tårarna fram ur hans ögon, och läsningen måste af rörelse afbrytas". 

## Entomologen C. H. Johanson
C. H. Johanson beskrivs vidare av Sven Lampa som "den kanske sist lefvande af de för entomologien hängifna män, som under den ytterst flitige samlaren och framstående insektkännaren C. H. Bohemans tid, och uppmuntrade af honom, i hög grad ökade kännedomen om vårt lands insektfauna. Af denne fick han lära att behandla dessa smådjur på ett sådant sätt, att de i en samling kunde blifva tilltalande för snart sagdt hvem som helst, i olikhet med hvad som varit fallet hos deras föregångsmän.".
Liksom många av hans äldre förebilder var han inte så specialiserad utan studerade de flesta av insektsordningarna vilket hans omfattande insektssamlingar bär vittnesbörd om. Delar av dessa har bevarats i Rudbeckianska gymnasiets biologiska museum. Han var inte heller någon flitig skribent utan lämnade gärna skrivandet till andra. Han ska ha kommenterat detta med orden "Förr i tiden studerade man först och skref sedan, numera skrifver man först och studerar sedermera". 
Hans bok Odonata Sueciae, Sveriges Trollsländor (1859) var dock ett undantag och den anses som ett för sin tid värdefullt arbete. Boken bygger till stor del på Johansons egna iakttagelser och ansågs lättanvänd och modern. I en tid där liknande litteratur ofta bara innehöll  artbeskrivningar på latin, hade Johanson med texter både på latin och svenska vilket gjorde att nybörjare fick hjälp att lättare lära sig den ofta krångliga terminologin. Om man började sina entomologiska studier med hans "Trollsländor", så gick det sedan ganska lätt att förstå de flesta latinska beskrivningar i annan litteratur om insekter. I boken beskriver han också en ny art av flickslända, Agrion concinnum, Johanson 1859 som senare reviderades taxonomiskt och efter Johanson fick det vetenskapliga namnet Coenagrion johanssoni, Wallengren 1859. På svenska heter arten myrflickslända.
Hans stora boksamling och de rätt betydliga växt-, molusk- och insektssamlingarna skänkte han till största delen till det läroverk där han under så många år verkat med orden "Att de städse förvaras i de skåp i vilka de vid min död befinnas och således aldrig får ihopblandas med eller sammanföras med museets övriga samlingar.". De finns idag i Rudbeckianska gymnasiets biologiska museum. Samlingen består av ca 28 700 exemplar. Skalbaggarna är den största gruppen med ca 2 800 arter. Samlingen har inte gåtts igenom ordentligt i modern tid men bland exemplaren märks bl.a. de första dokumenterade fynden i Västmanland av Svartfläckig blåvinge (Maculinea arion), Linné, 1758 och Ängsvägstekel (Priocnemis agilis), Shuckard, 1837. 